# 尾上駅
尾上駅（おのええき）は、かつて兵庫県加古川市尾上町今福に存在した、日本国有鉄道（国鉄）高砂線の駅である。

## 歴史
- 1913年（大正2年）12月1日：播州鉄道の尾上駅（一般駅）として開業[1]。
- 1914年（大正3年）9月25日：移転、尾上停留場に降格[1]。
- 1923年（大正12年）12月21日：播丹鉄道に譲渡。
- 1929年（昭和4年）9月4日：尾上駅に昇格[1]。
- 1943年（昭和18年）6月1日：播丹鉄道線が国有化され、鉄道省高砂線の駅となる[1]。
- 1959年（昭和34年）8月20日：貨物の取り扱いを廃止（旅客駅となる）[1]。
- 1970年（昭和45年）10月1日：荷物の取り扱いを廃止[1][2]。出改札業務も廃止し、無人駅化[3]。
- 1984年（昭和59年）12月1日：高砂線の全線廃止に伴い、廃駅となる[1]。

## 駅構造
1面1線の単式ホームと線路を有していた地上駅。無人駅で、無人化された後に待合室は開放型の簡易な物に建て替えられた。それまでは、同線の途中駅では唯一、1970年代後半まで木造駅舎が残っていた。入り口には改札用の柵が残されていて、使用済の乗車券の投入箱が架けられていた。
路線廃止後、車輪を用いたオブジェが1986年3月に設置された。

## 駅周辺
- 山陽電気鉄道尾上の松駅
- 神鋼鋼線工業尾上事業所

## その他
- 駅のすぐ横には山陽電気鉄道が築堤上を走っており、駅の西約200 mの位置に山陽電気鉄道尾上の松駅があり、乗り換えが可能であった。
- 当駅高砂方から陸軍加古川飛行場および神戸製鋼所加古川事業所への専用線2路線が計画され、用地も取得されたがいずれも未成に終わっている。軌道敷地が一部道路となり残存する。
- 1980年代には、当駅との接続を想定した新幹線新駅の構想があったが、実現しなかった[5]。
- 駅廃止後もかつてのホームの跡がしばらくの間残っていたが、現在は撤去されている。

## 隣の駅
日本国有鉄道
高砂線
鶴林寺駅 - 尾上駅 - 高砂北口駅